# Henry A. Wise
Henry Alexander Wise (3 de dezembro de 1806 – 12 de setembro de 1876) foi um político americano e 33º governador da Virgínia, foi membro da Câmara dos Representantes dos Estados Unidos, bem como um general no exército dos Estados Confederados durante a Guerra Civil Americana. Ele serviu como ministro americano para o Brasil de 1843–1847, durante a administração do Presidente John Tyler.

## Início de vida
Wise nasceu em Drummondtown, no Condado de Accomack, no estado americano da Virgínia, filho de Major John Wise e sua segunda esposa Sarah Corbin Cropper, suas famílias estavam assentadas naquela área há muito tempo. Wise possuía descendência inglesa e escocesa. Ele foi educado por professor particular até os doze anos, quando ele ingressou na Margaret Academy, perto de Pungoteague no Condado de Accomack. Formou-se no Washington College (agora Washington & Jefferson College), em 1825. Ele era um membro da Sociedade Literária União no Washington College.
Depois de estudar direito com Henry St. George Tucker, Sr., Wise foi admitido para a prática jurídica em 1828. Ele se estabeleceu em Nashville, Tennessee, no mesmo ano para iniciar a profissão, mas voltou ao Condado de Accomack em 1830.

## Casamento e família
Wise foi casado três vezes, primeiro em 1828 com Anne Jennings, filha do Rev. Obadiah Jennings e Ann Wilson de Washington, Pensilvânia. Anne morreu em 1837, deixando Henry com quatro filhos: dois filhos e duas filhas. Um quinto filho morreu com ela em um incêndio.
Wise casou-se pela segunda vez em novembro de 1840, com Sarah Sergeant, filha do congressista John Sergeant do Whig e de Margaretta Watmough da Filadélfia. Em dezenove anos de casamento somados de duas esposas, Wise possuiu quatorze filhos. Sete sobreviveram até à idade adulta. Sarah teve pelo menos cinco filhos. Ela morreu de complicações, juntamente com seu último filho, logo após seu nascimento em 14 de outubro de 1850.
Henry casou-se uma terceira vez com Mary Elizabeth Lyons em 1853. Depois do mandato como governador, em 1860, Wise estabeleceu-se com Mary e seus filhos mais jovens em Rolleston, uma plantação de 3,58 km2 (884-acre) que ele comprou de seu irmão John Cropper Wise, que também continuou a viver lá. Ele assentou-se no ramo oriental do rio Elizabeth perto de Norfolk, Virginia. A plantação tinha sido começada por William e Susannah Moseley, imigrantes ingleses que lá se estabeleceram em 1649.
Depois Wise aderiu aos Confederados, ele e sua família abandonaram Rolleston em 1862, pois Norfolk foi tomada pelas tropas da União. Wise buscou residência para sua família em Rocky Mount, no Condado de Franklin, Virgínia. Após a Guerra Civil, Henry e Mary Wise foram para Richmond, onde retomou sua carreira de advogado.

## Carreira política
Henry A. Wise serviu no Congresso dos Estados Unidos de 1833 a 1844. Ele foi eleito para o Congresso em 1832 como um democrata jacksoniano. Em razão da questão do relicenciamento do Second Bank of the United States, ele rompeu com a administração de Jackson e tornou-se membro do Partido Whig, mas continuou apoiado por seus eleitores. Após sua primeira eleição em 1832, candidatou-se para reeleição  do cargo no Congresso. Wise foi reeleito para o Congresso como membro do Partido Whig em 1837, servindo até 1841 e foi reeleito conjuntamente com o democrata Tyler em 1843.
Em 1840 Wise foi ativo em garantir a eleição de John Tyler como vice-presidente. Depois sucedendo à Presidência, Tyler nomeou Wise como ministro de Estados Unidos para o Brasil de 1844 a 1847. Dois de seus filhos nasceram no Rio de Janeiro. No Brasil, Wise trabalhou em questões de comércio e tarifas, tentando amenizar as preocupações brasileiras com a anexação do Texas pelos Estado Unidos e trabalhou para estabelecer relações diplomáticas com o Paraguai.
Como membro da Convenção de secessão da Virgínia em 1861, Wise apoiou de imediato a secessão. Em 17 de abril, como delegado, ao debaterem a secessão, Wise declarou que tinha ordenado milicianos da Virginia apreender Harpers Ferry Arsenal e Norfolk’s Gosport Naval Yards. Wise radicalizou a questão e a Virgínia separou-se da União. Ele juntou-se ao exército confederado e foi designado como um general de brigada.

## Carreira militar

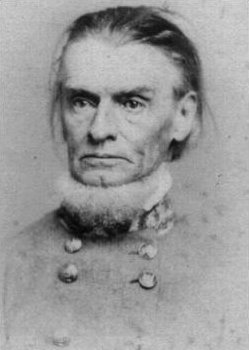
Gen. Wise durante a Guerra Civil Americana.

Wise serviu como um general de brigada do Exército Confederado. Ele comandou o distrito da Ilha de Roanoke durante a "batalha da ilha de Roanoke". Sua parte na decisão de ceder a ilha quando confrontados com a União que possuía forças muito maiores atraiu a ira de algumas lideranças do governo confederado.
Suas forças foram anexadas à divisão do Major-General Theophilus H. Holmes durante sete dias batalhas. Nos anos posteriores de 1862 e 1863, ele ocupou vários comandos na Carolina do Norte e Virgínia.
Em 1864, Wise comandou uma brigada no departamento da Carolina do Norte e do sul da Virgínia. Sua brigada defendeu Petersburgo e foi creditada com a salvação da cidade na primeira batalha de Petersburg até uma parte da segunda batalha de Petersburgo. Wise comandou uma brigada no exército da Virgínia do Norte durante os estágios finais do cerco de Petersburg. Ele foi promovido ao posto de major-general após a batalha de Sayler Creek. Ele estava com Robert E. Lee em Appomattox Court House, onde lutou bravamente, mas pediu para Lee que houvesse rendição.
Ele era cunhado do Major-General da União George Gordon Meade.

## Atividades do pós-guerra
Após a guerra, Wise retomou a advocacia em Richmond e lá se estabeleceu para o resto de sua vida. Em 1865 foi incapaz de recuperar Rolleston, sua plantação apartada de Norfolk, antes que ele recebesse o perdão do Presidente. Pois ele tinha abandonado a residência quando mudou-se com sua família para outra residência em Rocky Mount, Virgínia.
Como relatou em uma troca de cartas, publicadas no New York Times, O Major-General Terry do comando dos EUA na área de Norfolk não permitiu que Wise recuperasse a propriedade em Rolleston. Terry afirmou que sob condições do pós-guerra de liberdade condicional para oficiais confederados, Wise tinha pedido apenas a propriedade de Rocky Mount, onde ele e sua família estavam vivendo quando ele foi à guerra. Isto em razão de que o Freedman's Bureau havia adaptado Rolleston Hall e outras plantações na área de Norfolk como escolas para os escravos recém emancipados e seus filhos. Duzentos libertos foram classsificados como alunos em Rolleston.
Juntamente com o seu trabalho de advocacia, Wise escreveu um livro baseado em seu serviço público, intitulado sete décadas da União (1872). Seus dois filhos sobreviventes foram ambos ativos no estado e na política federal.
Seu filho mais novo, John Sergeant Wise escreveu um livro de memórias intitulado o fim de uma Era, (1899), reimpresso em numerosas edições desde sua primeira publicação. John Wise tinha quatorze anos no Verão de 1860 e serviu no exército confederado no final da guerra. Ele escreveu sobre suas próprias memórias de Rolleston, um companheiro de escravos na infância, amigos dos anos de guerra, bem como sobre o papel de seu pai e seus familiares. Além disso o neto de Henry A. Wise, Barton Haxall Wise, escreveu uma biografia do ex-governador intitulado a vida de Henry A. Wise na Virgínia (Nova Iorque, 1899).
O filho mais velho, Richard A. Wise, foi um estudante no College of William and Mary, quando a guerra começou em 1861. Durante a guerra, ele serviu com J. E. B. Stuart e mais tarde como ajudante de ordens de seu pai durante a batalha da ilha de Roanoke. Após a guerra, ele ganhou seu grau de MD na faculdade médica de Virgínia em 1869. Atuou como professor de química em ''College of William and Mary (1869–1878). Em 1871, ele ajudou a reorganizar uma milícia voluntária para a cidade de Williamsburg e Condado de James City, Virgínia, a qual comandou. Conhecido como o Wise Light Infantry (infantaria leve), a unidade continuou, pelo menos até de 1885, quando ele apareceu durante a festa de posse do Presidente Grover Cleveland em Washington.
Richard A. Wise atuou mais tarde na política, como seu pai: ele foi eleito para a câmara dos delegados da Virgínia de 1885 a 1887. serviu como secretário do Tribunal de Williamsburg e James City County de 1888 a 1894. Também foi eleito como membro da Câmara dos representantes dos Estados Unidos, exercendo o cargo de 26 de abril de 1898 a 3 de março de 1899 e após de 12 de março de 1900 até sua morte em 21 de dezembro de 1900.

## Fonte de tradução
- Este artigo foi inicialmente traduzido, total ou parcialmente, do artigo da Wikipédia em inglês cujo título é «Henry A. Wise».